# Crkva sv. Ivana na Osinju
Crkva sv. Ivana Krstitelja na otočiću Osinju, u istočnom dijelu delte Neretve, ispred samog ušća Male Neretve i zaseoka Blace. Sagrađena je u 14. ili 15. stoljeću na ostatcima antičkog građevnog sklopa kao jednobrodna građevina s polukružnom apsidom od nepravilno klesanog kamena. Unutrašnjost broda je presvođena gotičkim svodom oštro prelomljenog luka. Uz crkvu je sagrađen mali pustinjački stan koji se zajedno sa crkvom urušio za vrijeme turske vladavine.

## Zaštita
Pod oznakom Z-6205 zavedeno je kao nepokretno kulturno dobro - pojedinačno, pravna statusa zaštićena kulturnog dobra, klasificirano kao "sakralna građevina".